# Andreas Braunwart
Andreas Braunwart (* 23. Februar 1767 in Eppertshausen; † 5. September 1830 ebenda) war ein liberaler hessischer Politiker und ehemaliger Abgeordneter der 2. Kammer der Landstände des Großherzogtums Hessen.
Andreas Braunwart war der Sohn des Wirtes Erwin Braunwart und dessen Frau Juliane. Andreas Braunwart war mit Magdalena geborene Trauth verheiratet. Er war 1822 bis 1830 Bürgermeister von Eppertshausen.
In der 3. und 4. Wahlperiode (1826–1830) war Andreas Braunwart Abgeordneter der zweiten Kammer der Landstände des Großherzogtums Hessen. In den Landständen vertrat er den Wahlbezirk Starkenburg 1/Heusenstamm.